# Molophilus (Molophilus) fustiferus
Molophilus (Molophilus) fustiferus is een tweevleugelige uit de familie steltmuggen (Limoniidae). De soort komt voor in het Australaziatisch gebied.